# Рябчук, Виктор Дмитриевич
Виктор Дмитриевич Рябчук (21 марта 1924, село Станишовка Таращанского района , Киевской области — 12 ноября 2011 года, Москва) — генерал-майор, доктор военных наук, профессор, заслуженный деятель науки Российской Федерации, действительный член российской Академии военных наук.

## Биография
Родился в селе Станишовка Таращинского района Киевской области 10 мая 1923 года (по документам: 21 марта 1924 года).
С первых дней Великой Отечественной войны и до её окончания прошел боевой путь от бойца курсантского истребительного батальона до капитана — начальника разведки бригады. Участвовал в боях под Ленинградом и Воронежем, в Курской битве, в форсировании Днепра, освобождении Киева и всей Украины, в Карпатско-Дуклинской, Западно-Карпатской, Моравско-Остравской и Пражской операциях. Был ранен и контужен. Дважды полный кавалер ордена «Отечественная война».
После войны окончил Военную артиллерийскую академию имени Ф. Э. Дзержинского и проходил службу в Туркестанском военном округе в должности офицера штаба округа, начальника штаба артиллерии армейского корпуса, командира полка и командующего артиллерией дивизии.
С 1961 года — в Военной академии им. Фрунзе. Прошел должности от старшего преподавателя кафедры оперативного искусства до начальника кафедры управления войсками и службы штабов. После увольнения в запас продолжал работать в научно-исследовательском центре академии.
Автор более 200 научных трудов, в том числе книг: «Управление, эффективность, интеллект», «Теория управления боем», «Военная доктрина — путь к победе», удостоенных премий им. А. В. Суворова и А. А. Свечина Академии военных наук.